# Међу лоповима (књига)
Међу Лоповима (енгл. Among Thieves) је први роман ауторке М. Џ. Кун. Он је почетак у њеном предстојећем серијалу. Прати га роман Блиски као Лопови (енгл. Thick as Thieves).

## Радња
Роман прати Рију Каутелу, озлоглашеног убицу познатог као Касапин из Каровика. Говори о Ријиним авантурама, и показује њену повезаност са осталим лоповима и убицама из тог града. Рија, под уговором са Калумом Клемом, мора да се удружи са осталим члановима његове групе криминалаца званим "Свецима" ради једне веома опасне мисије. Та мисија је доводи до места на ком је одрасла, са ког је побегла и због кога је уопште постала бегунац. То место је дом магичних, безосећајних, борбених створења Адепта, и човека који их тренира и продаје као робове људима свих 5 краљевства, Врховног Господара. Рија и остали чланови Светаца полазе на мисију, али због отежавајућих околности Калум им се не придружава. Дружина која се састоји од Наш, гусарког капетана и Калумовог најоданијег члана, Тристана, младог момка који је приморан да се придружи Калумовој групи, Ивана, мајстора камуфлаже, Евелин, бившег капетана војске, и Рије, мора да крене у срце Тамора, право до куће Ријиног највећег непријатеља и најстрашнијег и најмоћнијег човека, како би украла главни предмет Господареве моћи. Међутим, дружина састављена од лопова и варалица има посебне планове, и сваки члан дружине, вођен сопственим амбицијама, планира своје бегство и издају осталих чланова групе. Од ове мисије зависи све, и група непоштених, себичних ликова мора да ради заједно да би она била остварена.

## Главни ликови
Калум Клем-вођа криминалне организације "Светаца"
Рија Каутела-убица, члан Калумове групе
Клаудија Наш-гусарски капетан, Калумов најоданији члан који је најдуже с њим
Тристан-преварант са картама, варалица, најмлађи члан
Иван Резкој-мајстор камуфлаже
Евелин Лајнли-бивши капетан војске, помоћник само на једној мисији